# جمعية التوجيه الإسلامي
جمعية التوجيه الإسلامي في سوريا، أسسها حسن حبنكة الميداني مع مجموعة من علماء سوريا، وكان هدفها تخريج الدعاة والوعاظ ونشر العلوم الإسلامية، وقد تخرج منها أكابر علماء الشام ومنهم:
- صادق حبنكة.
- حسين خطاب.
- محمد كريم راجح.
- مصطفى الخن.
- محمد سعيد رمضان البوطي.
- مصطفى البغا.
- محمد شقير.